# 三浪津駅
三浪津駅（サムナンジンえき）は、大韓民国慶尚南道密陽市三浪津邑松旨里にある、韓国鉄道公社（KORAIL）の駅。

## 利用可能な鉄道路線
韓国鉄道公社
京釜線
慶全線

## 駅構造
島式ホーム3面6線を有する地上駅で、のりばの番号は北から1番線 - 3番線と並ぶ。各ホームと駅舎とは地下連絡通路で連絡している。

### のりば
- のりばの番号は線路1線ごとではなく、ホーム1面ごとにつけられている。

| 1 | 京釜線（下り）        | 華明・亀浦・沙上・釜山方面     |
| 2 | 京釜線（上り）        | 東大邱・金泉・大田・ソウル方面 |
| 3 | 慶全線（下り）        | 馬山・晋州・順天・光州松汀方面 |
| 3 | 慶全線（京釜線 下り） | 華明・亀浦・沙上・釜田方面     |

## 駅周辺
- 三浪津邑事務所
- 三浪津高等学校
- 三浪津中学校
- 三浪津初等学校
- 松津初等学校
- 三浪津市場
- 三浪津郵便局
- 洛東江
- 密陽警察署三浪津派出所

## 歴史
- 1905年1月1日：開業[1][2]。
- 1940年10月23日：駅舎新築竣工。
- 1988年1月10日：駅舎新築竣工。
- 1999年12月31日：駅舎新築竣工。
- 2010年12月15日：慶全線を電化・複線化。

## 隣の駅
韓国鉄道公社
京釜線
ITX-セマウル　
通過　　
ムグンファ号　
密陽駅 - 三浪津駅 - 院洞駅
慶全線
ムグンファ号　
院洞駅（京釜線直通） - 三浪津駅 - 洛東江駅